# Barc, Eure
 Barc  là một xã thuộc tỉnh Eure trong vùng Normandie miền bắc nước Pháp.